# Nuraghe Binzas

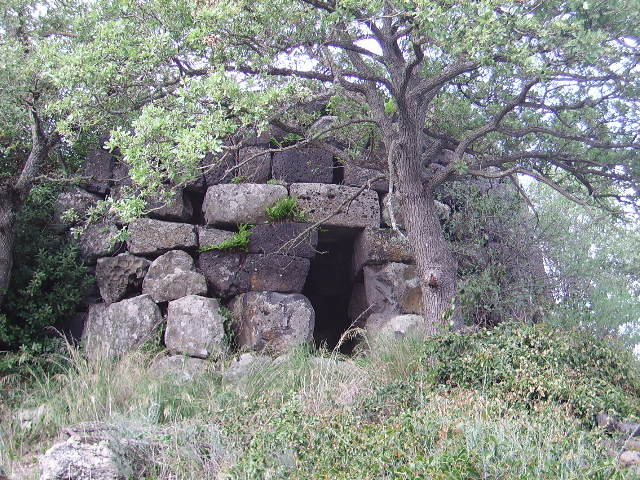
Nuraghe Binzas

Die Nuraghe Binzas (auch als „Nuraghe Culzu“ von Padria bekannt) liegt in der Nähe des Hügels San Giuseppe, in der Nähe von Padria in der Provinz Sassari auf Sardinien.
Es ist eine einfache, kegelstumpfförmige Tholos- oder Monoturmnuraghe (italienisch „Monotorre“) aus grob behauenen Basaltblöcken. Der trapezoide Eingang wird von einem mächtigen Architrav bedeckt, der von einem rechteckigen Entlastungsfenster überragt wird. Ein breiter Gang mit einer Treppe auf der rechten Seite und einer Wächterzelle auf der linken, führt zur runden Kammer mit einer Nische auf der rechten Seite. An der Südwestseite der Nuraghe befinden sich gerade Mauern, die sich an der Außenseite des Turms einhaken. Vor dem Eingang sind mehrere rechteckige Strukturen sichtbar.